# Fontaines de la Concorde

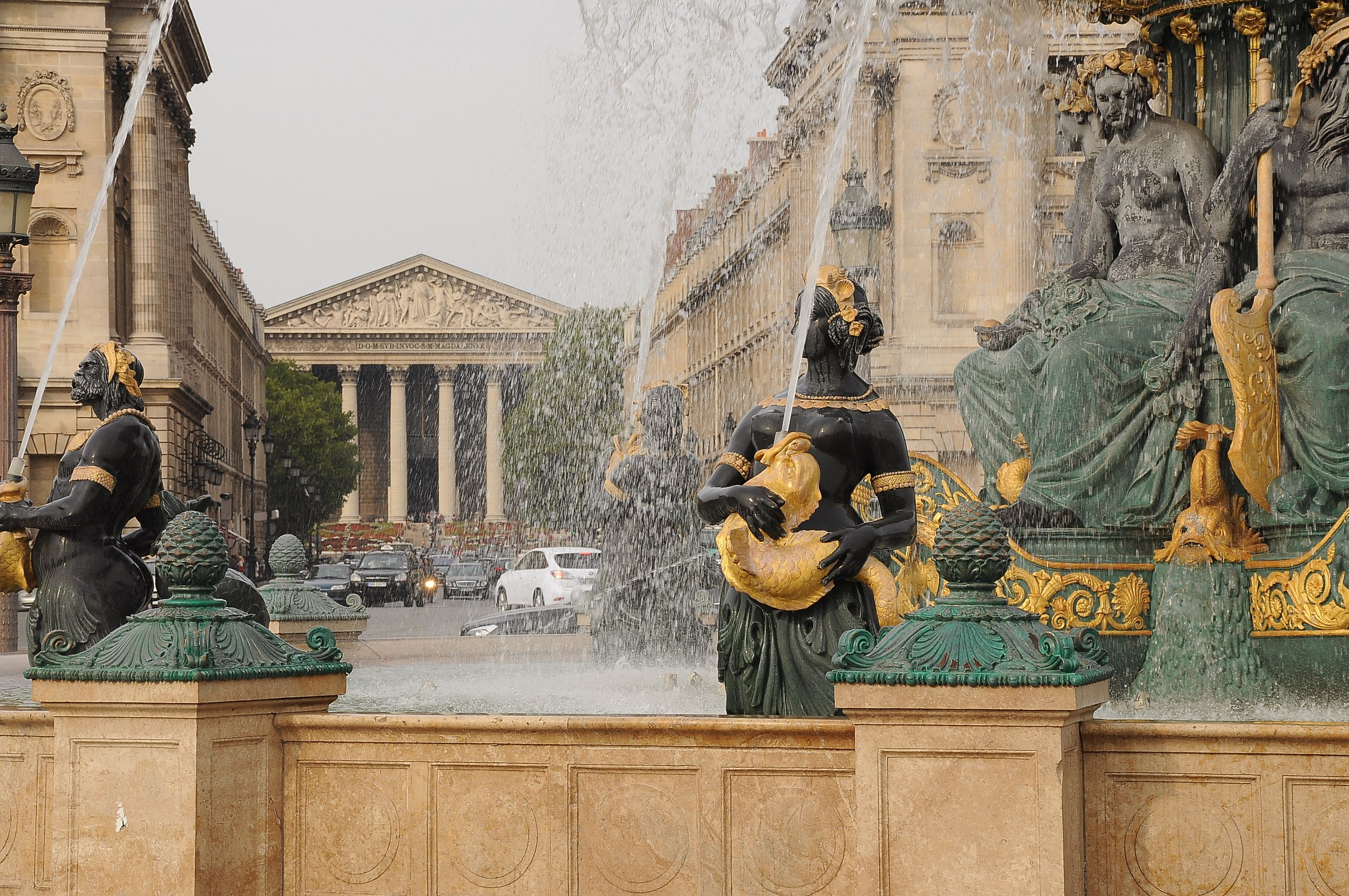
Fontaine de la place de la Concorde avec vue sur la rue Royale et l'église de la Madeleine.

Les fontaines de la Concorde sont deux fontaines implantées sur la place de la Concorde, dans le 8e arrondissement de Paris. Situées de part et d'autre de l'obélisque de la Concorde, il y a, au sud, la Fontaine des Mers et au nord la Fontaine des Fleuves.

## Historique
Marquée par le souvenir sanglant de la Terreur et de l'exécution de la famille royale, la place de la Concorde pose un problème politique aux gouvernements du XIXe siècle. La statue de la Liberté de Lemot ayant été retirée sous le Consulat, et les projets consistant à édifier une statue de Charlemagne, puis une fontaine, ayant été abandonnés, c'est finalement Louis XVIII qui envisage de bâtir au centre de la place un monument à la mémoire de son frère Louis XVI : la statue du roi martyr, encadrée d'une chapelle et d'un saule pleureur. Charles X pose la première pierre le 3 mai 1826. La même année, la place de la Concorde est rebaptisée place Louis XVI (l'inscription était toujours visible en 2010 à l'angle de la rue Boissy d'Anglas). Mais la statue projetée ne sera jamais élevée, interrompue par la révolution de juillet 1830, qui redonne à la place son nom définitif de « place de la Concorde ».
En 1831, le vice-roi d'Égypte, Méhémet Ali, offre à la France les deux obélisques qui marquent alors l'entrée du Temple de Louxor à Thèbes. Seul le premier d'entre eux sera transporté vers la France et arrivera à Paris le 21 décembre 1833. C'est Louis-Philippe Ier qui décide de l'ériger sur la place de la Concorde où « il ne rappellera aucun événement politique ». L'opération, véritable prouesse technique, est réalisée le 25 octobre 1836 sous la direction de l'ingénieur de la marine Apollinaire Lebas, en présence de plus de 200 000 personnes. Le roi et la famille royale, incertains du succès de l'opération, ont préféré y assister depuis les salons de l'hôtel du Garde-meuble, ne paraissant sur le balcon que pour recueillir les applaudissements de la foule au moment précis où l'obélisque de Louxor se dresse à la verticale.
Entre 1836 et 1846, la place est transformée par l'architecte Jacques-Ignace Hittorff qui conserve le principe imaginé par Gabriel. Il ajoute deux fontaines monumentales — la Fontaine des Mers et la Fontaine des Fleuves — de part et d'autre de l'obélisque et ceinture la place de lampadaires et de colonnes rostrales. La place se veut ainsi une célébration du génie naval de la France, en référence à la présence, dans l'un des deux hôtels édifiés par Gabriel, du ministère de la Marine. Les deux fontaines sont inaugurées le 1er mai 1840 par le préfet Rambuteau.
En 1854, les fossés, qu'Hittorff avait conservés, sont comblés pour mieux adapter la place à la circulation.

## Description
Source :  .
Les deux fontaines célèbrent la navigation fluviale  (fontaine du côté nord vers la rue Royale) et la navigation maritime (fontaine du côté sud vers la Seine).
- la fontaine fluviale est composée de figures assises représentant le Rhin et le Rhône, des produits des régions arrosées (raisins, blé, fruits, fleurs), des statues de la Navigation fluviale, l'Agriculture et l'Industrie.
- la fontaine maritime comporte six figures colossales représentant l'Océan, la Méditerranée, la pêche des poissons, celle des coraux et celle des perles et coquillages. Des cygnes se mêlent à trois génies symbolisant la Navigation maritime, le Commerce et l'Astronomie.

Pour la réalisation des statues ornant ces fontaines, l'architecte fait appel à de nombreux artistes : Jean-François-Théodore Gechter, Honoré-Jean-Aristide Husson, François Lanno, Nicolas Brion, Auguste-Hyacinthe Debay, Antoine Desboeufs, Jean-Jacques Feuchère, Antonin-Marie Moine, Jean-Jacques Elshoecht (dit Carle Elshoecht) et Louis-Parfait Merlieux.
Elles ont la particularité d'être en fonte de fer, selon le choix d'Hittorff. Elles devaient être réalisées par le fondeur parisien Calla, mais c'est la fonderie de Tusey, à Vaucouleurs, qui gagna le marché. La fonte était dorée pour ses parties les plus symboliques,.
Des colonnes rostrales de 9,60 m de haut portent des proues de navire qui s'adaptaient à l'éclairage au gaz. Elles évoquent également l'emblème de la Ville de Paris. Le même choix de fonderie a été fait pour les colonnes rostrales également en fonte et réalisées à la même fonderie lorraine.
Les statues allégoriques de huit villes françaises dessinent le contour de l'octogone imaginé par Ange-Jacques Gabriel. Celle évoquant Strasbourg est drapée de noir à partir de 1871, date du rattachement de l'Alsace-Lorraine à l'Allemagne.

## Films tournés dans les fontaines ou près des  fontaines
- 1951 : Un Américain à Paris, de Vincente Minnelli (une partie des scènes dansantes finales est tournée dans une reproduction d'une des deux fontaines, le film ayant été réalisé en studio).
- 1961 : L'Amant de cinq jours de Philippe de Broca.
- 1964 : la séquence d'ouverture de  la comédie policière Fantomas d'André Hunebelle débute par un plan cadré sur la fontaine des Mers.
- 1971 : Les Palmiers du Metropolitan de Jean-Claude Youri avec Linda Thorson et Maurice Biraud.
- 2006 : Le Diable s’habille en Prada de David Frankel avec Anne Hathaway et Meryl Streep.
- 2011 : le timelapse parisien Le Flâneur de Luke Shepard intègre une séquence sur la fontaine maritime.
- 2012 : LOL USA, de Lisa Azuelos.
- 2013 : Des gens qui s'embrassent ; scène du baiser échangé par Lou de Laâge et Max Boublil.

## Clip musical tourné près des fontaines
- 1981 : le clip musical de la chanson Pour le plaisir, interprété par Herbert Léonard, sur des paroles de Julien Lepers est tourné place de la Concorde. On peut apercevoir l'obélisque et des détails d'une des deux fontaines.

## Galerie

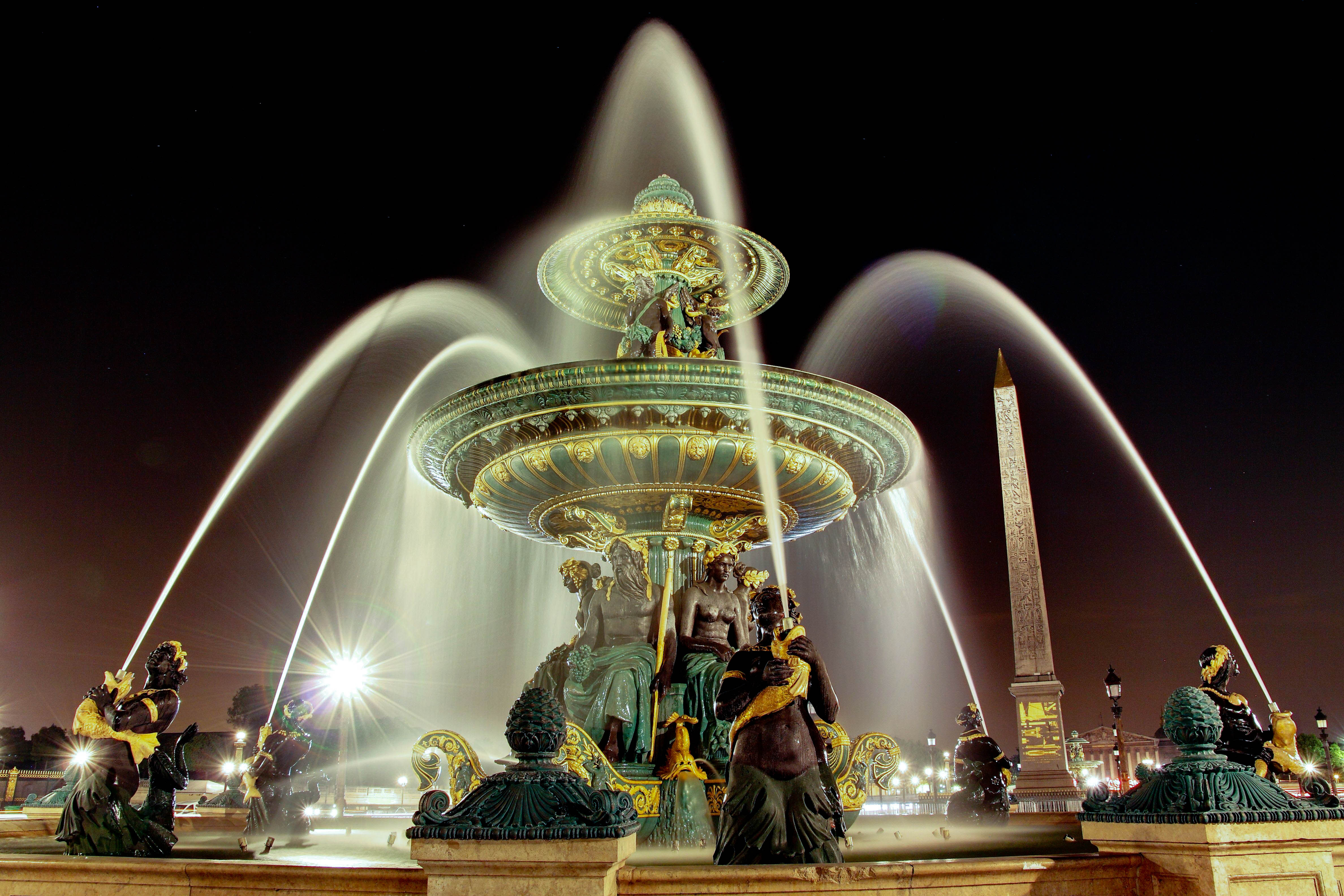
La Fontaine des fleuves (variation).
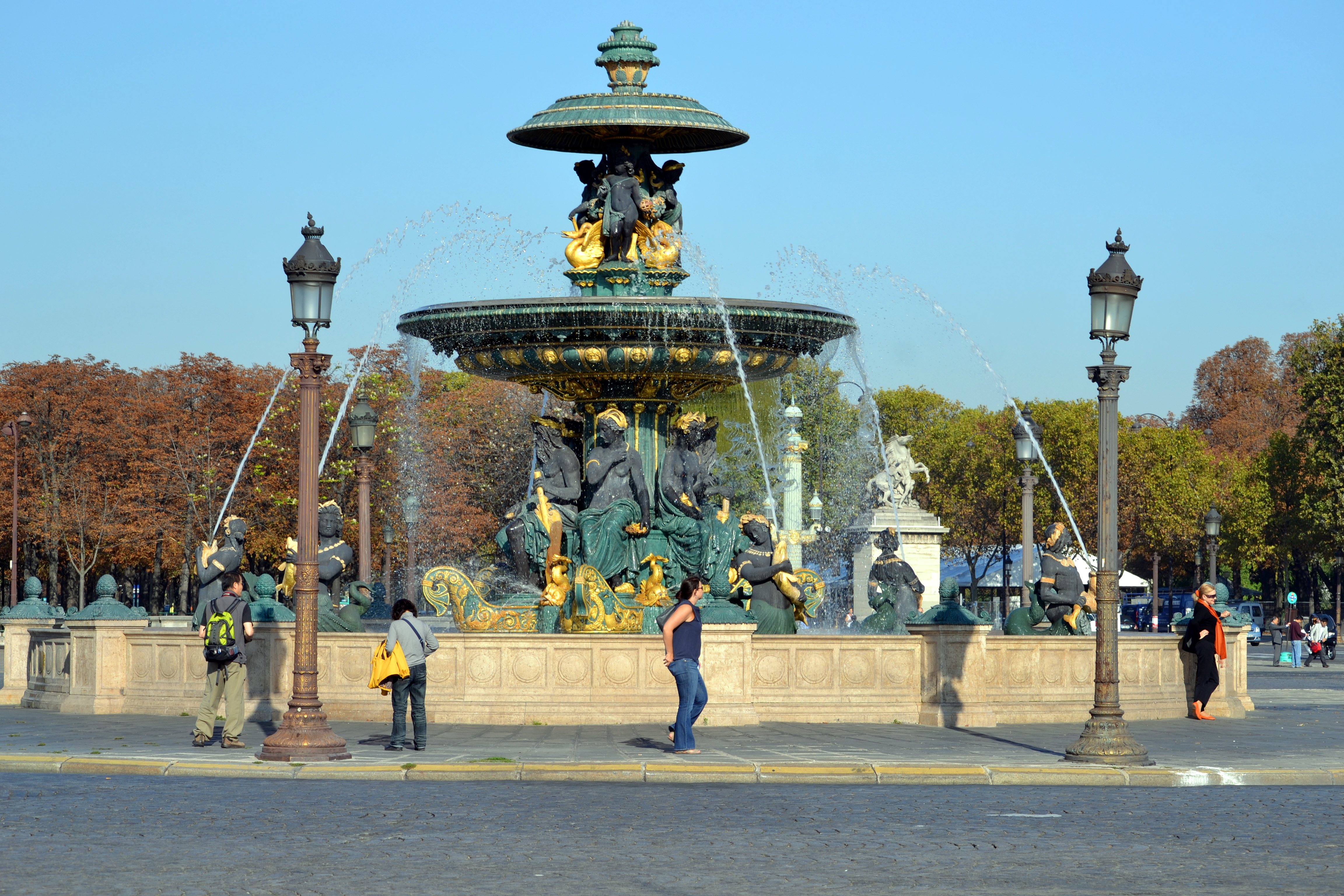
La Fontaine des Mers.
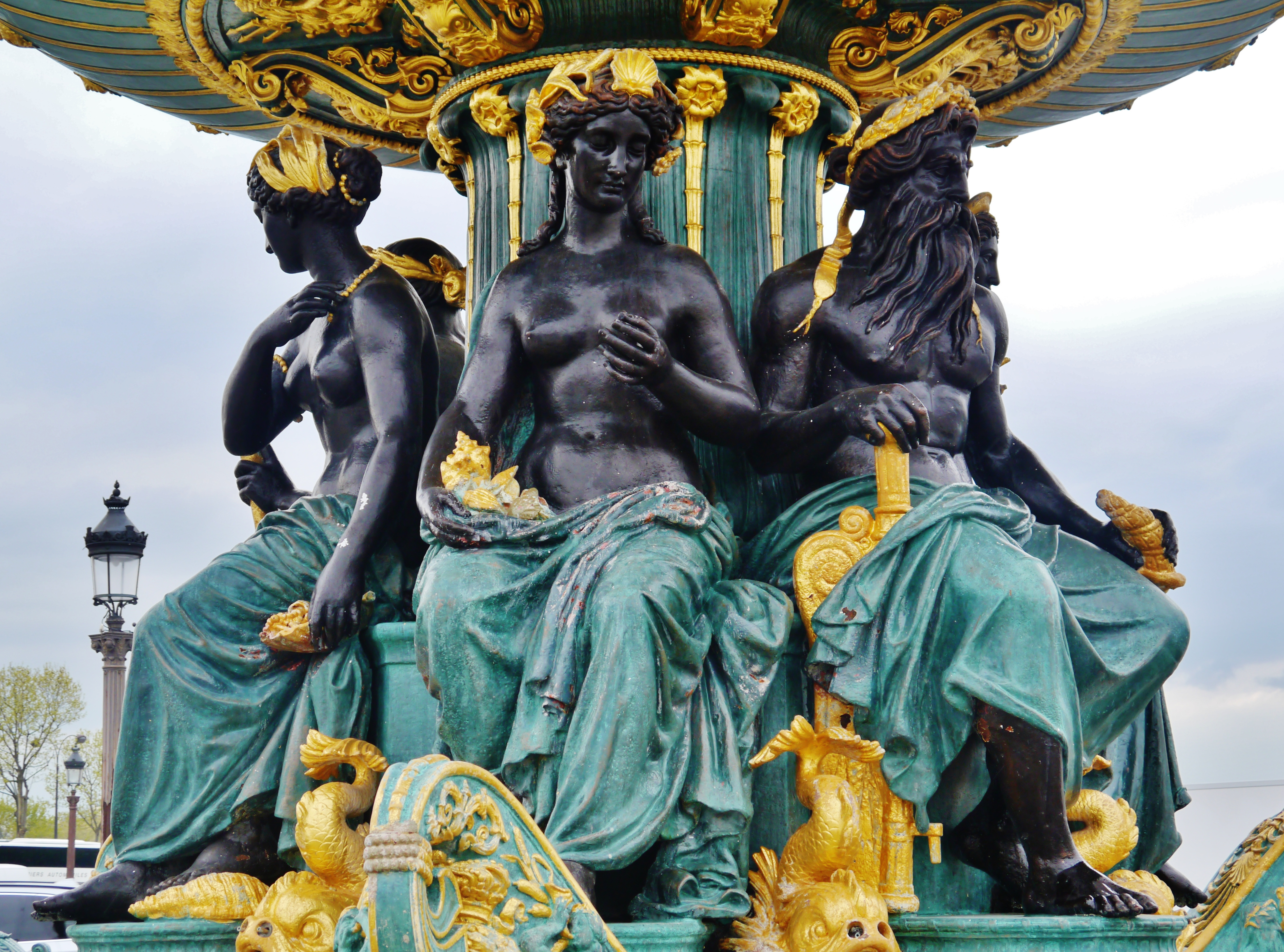
La Fontaine des Mers avec au centre la sculpture d'une femme symbolisant la pêche des coquillages.
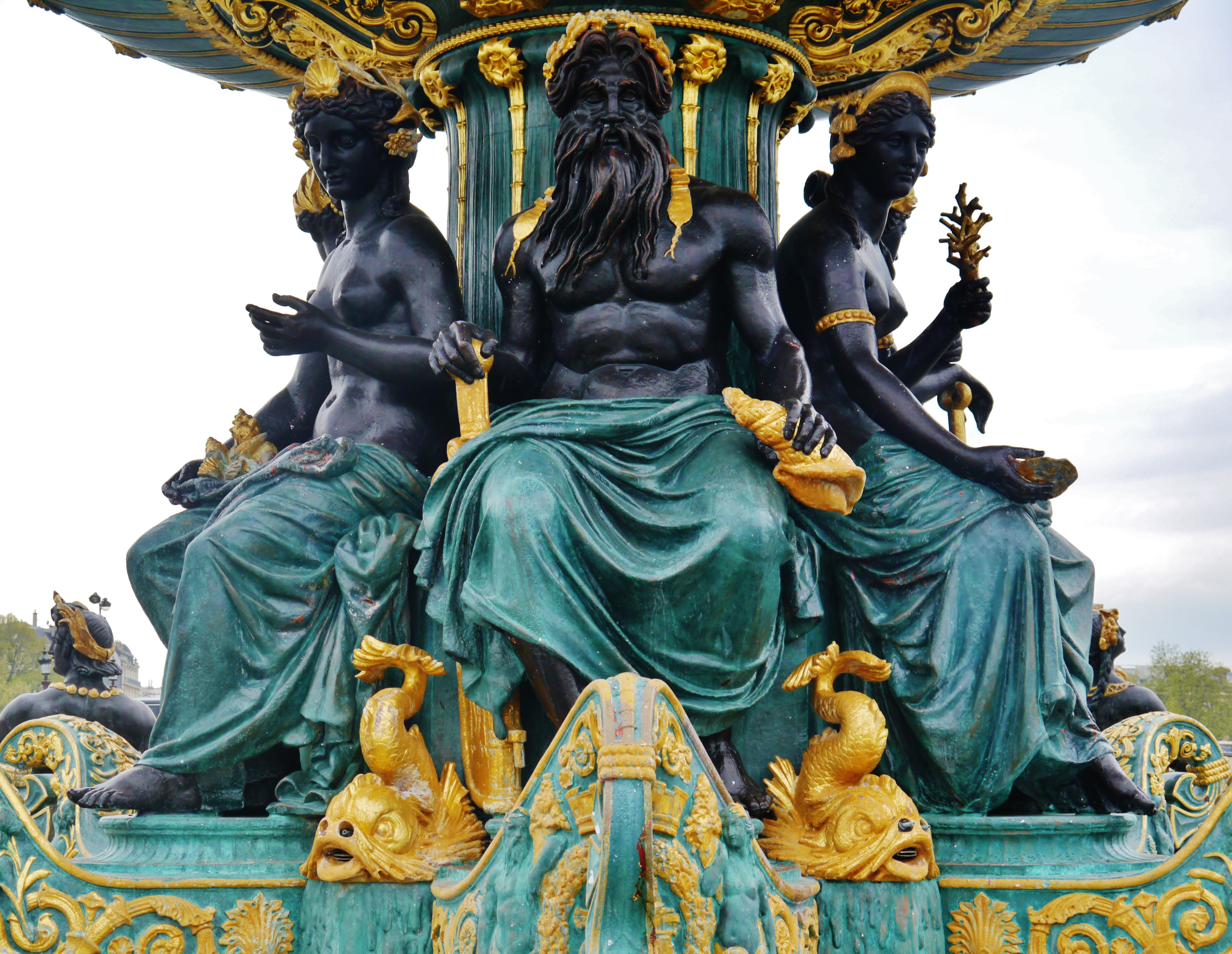
La Fontaine des Mers avec au centre la sculpture d'un homme avec une longue barbe symbolisant l'Océan.
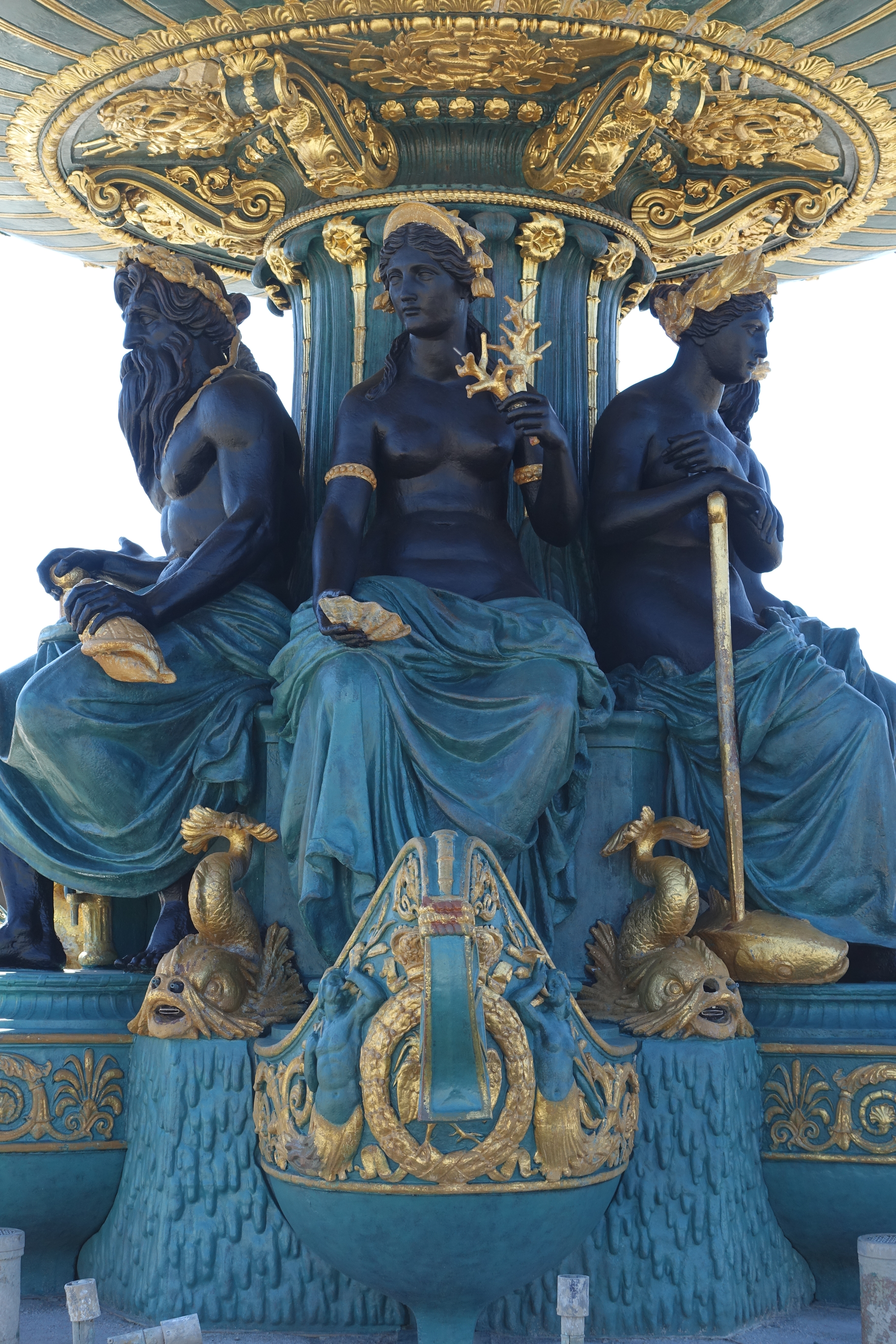
La Fontaine des Mers avec au centre la sculpture d'une femme symbolisant la pêche des coraux.
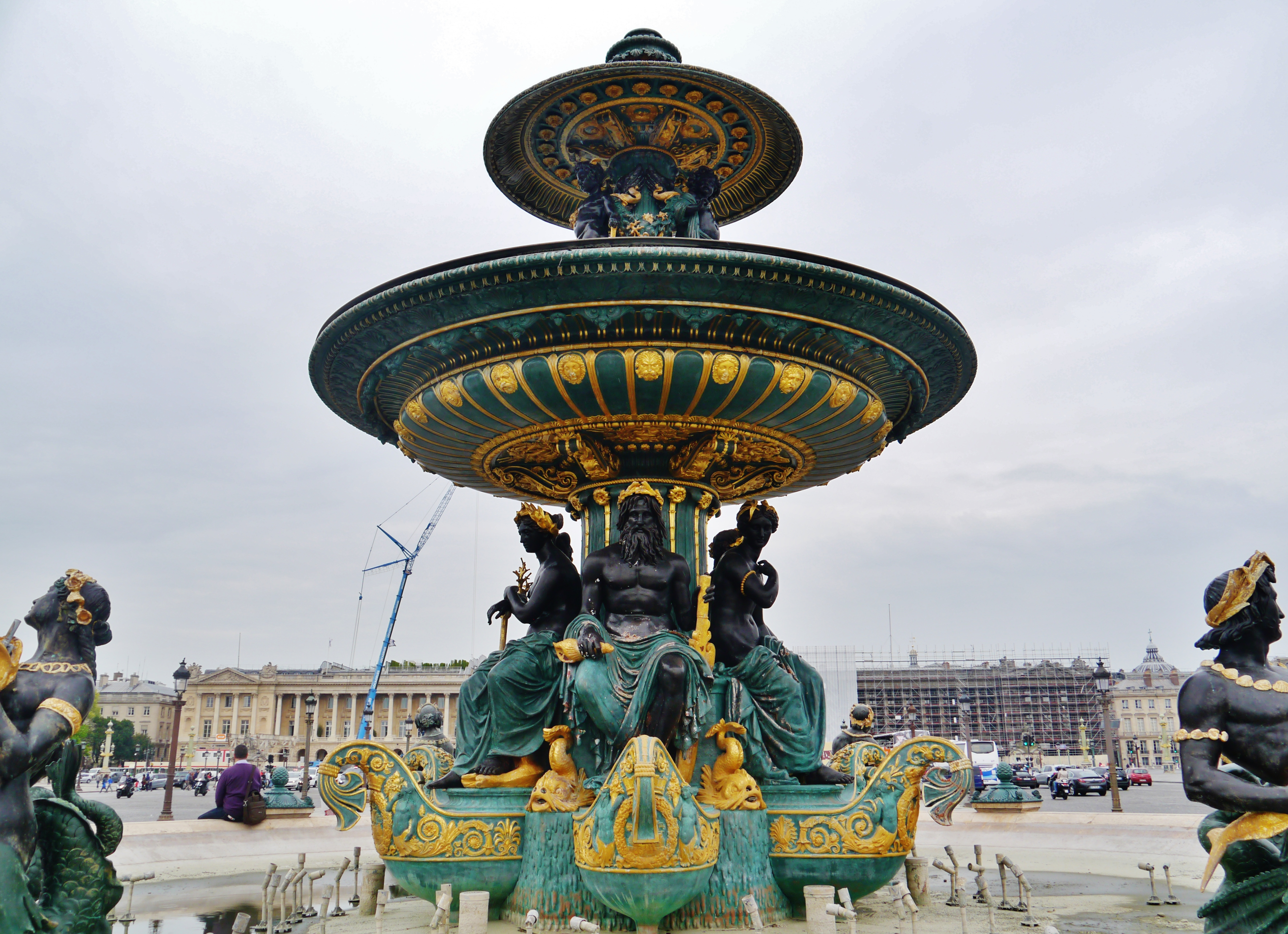
La Fontaine des Mers.